# اسلام در نروژ
اسلام بزرگترین اقلیت دینی در نروژ محسوب می‌شود. مسلمانان نروژ بیش از ۲ درصد از جمعیت این کشور را تشکیل می‌دهند. در سال ۲۰۰۷ آمارهای دولت نروژ ۷۹٬۰۶۸ نفر را در اجتماعات مسلمان ثبت کرد که این مقدار حدود ۱۰٪ بیشتر از آمار سال ۲۰۰۶ است.
بیشترین اقلیت مسلمانان را پاکستانی‌ها، ترک‌ها و اعراب تشکیل می‌دهند. مسلمانان نروژ به‌طور فعال در احزاب سیاسی به جز حزب راست افراطی، شرکت کرده و نمایندگانی نیز در مجلس شورای محلی دارند.
بنابر آثار باستانی کشف شده در سرزمین‌های جنوبی نروژ، وایکینگ‌ها در تجارت با خلفای عباسی بغداد سکه‌هایی که روی آن‌ها لفظ شهادتین نقش بسته را دریافت می‌کردند.